# (19612) Noordung
(19612) Noordung est un astéroïde de la ceinture principale.

## Description
(19612) Noordung est un astéroïde de la ceinture principale. Il fut découvert le 17 juillet 1999 à Črni Vrh par l'observatoire de Črni Vrh. Il présente une orbite caractérisée par un demi-grand axe de 2,38 UA, une excentricité de 0,12 et une inclinaison de 5,9° par rapport à l'écliptique.

## Compléments